# Championnats d'Europe de cross-country 2024
Navigation
2023 2025
Les 30e Championnats d'Europe de cross-country (en anglais: 30th SPAR European Cross Country Championships) se déroulent le 8 décembre 2024 à Antalya, en Turquie.
Le Norvégien Jakob Ingebrigtsen remporte son troisième titre en senior, l'Espagne remportant le titre masculin par équipes. Chez les femmes, l'Italienne Nadia Battocletti est sacrée en individuel, tandis que l'Italie est sacrée championne d'Europe par équipes féminines ainsi qu'en relais mixte.

## Résultats
Seniors
| Épreuve           | Or | Or               | Argent                                                                                               | Argent            | Bronze                                                                                         | Bronze           |
| ----------------- | --- | ---------------- | --- | ----------------- | ---------------------------------------------------------------------------------------------- | ---------------- |
| Individuel hommes | Jakob Ingebrigtsen (NOR)                                                                                                 | 22 min 16 s      | Yemaneberhan Crippa (ITA)                                                                            | 22 min 24 s       | Thierry Ndikumwenayo (ESP)                                                                     | 22 min 31 s      |
| Par équipe hommes | Espagne- Thierry Ndikumwenayo - Nassim Hassaous - Abdessamad Oukhelfen - Adel Mechaal - Aarón Las Heras - Fernando Carro | 18 pts (3+7+8)   | Belgique- Isaac Kimeli - John Heymans - Robin Hendrix - Nicolaï Saké                                 | 37 pts (4+15+18)  | Grande-Bretagne- Rory Leonard - Hugo Milner - Tomer Tarragano - Ellis Cross - Zakariya Mahamed | 39 pts (9+11+19) |
| Individuel femmes | Nadia Battocletti (ITA)                                                                                                  | 25 min 43 s      | Konstanze Klosterhalfen (GER)                                                                        | 25 min 54 s       | Yasemin Can (TUR)                                                                              | 26 min 1 s       |
| Par équipe femmes | Italie- Nadia Battocletti - Elisa Palmero - Ludovica Cavalli - Svetlana Reina - Valentina Gemetto - Federica Del Buono   | 33 pts (1+13+19) | Grande-Bretagne- Kate Axford - Jessica Gibbon - Izzy Fry - Abbie Donnelly - Poppy Tank - Cari Hughes | 36 pts (10+12+14) | Belgique- Jana Van Lent - Lisa Rooms - Victoria Warpy - Roxane Cleppe                          | 46 pts (5+18+23) |
| Relais mixte      | Italie- Sebastiano Parolini - Marta Zenoni - Sintayehu Vissa - Pietro Arese                                              | 18 min 2 s       | France- Antoine Senard Emilie Girard - Agathe Guillemot - Simon Bedard                               | 18 min 2 s        | Grande-Bretagne- Joshua Lay Maddie Deadman Elise Thorner - Tyler Bilyard                       | 18 min 2 s       |

## Résultats Détaillés

### Seniors Hommes
| Rang | Athlète              | Pays        | Temps       |
| ---- | -------------------- | ----------- | ----------- |
|      | Jakob Ingebrigsten   | Norvège     | 22 min 16 s |
|      | Yemaneberhan Crippa  | Italie      | 22 min 24 s |
|      | Thierry Ndikumwenayo | Espagne     | 22 min 31 s |
| 4    | Isaac Kimeli         | Belgique    | 22 min 33 s |
| 5    | Andreas Almgren      | Suède       | 22 min 34 s |
| 6    | Yann Schrub          | France      | 22 min 35 s |
| 7    | Nassim Hassaous      | Espagne     | 22 min 44 s |
| 8    | Abdessamad Oukhelfen | Espagne     | 22 min 45 s |
| 9    | Rory Leonard         | Royaume-Uni | 22 min 45 s |
| 10   | Adel Mechaal         | Espagne     | 22 min 47 s |

### Seniors Femmes
| Rang | Athlète                 | Pays        | Temps       |
| ---- | ----------------------- | ----------- | ----------- |
|      | Nadia Battocletti       | Italie      | 25 min 43 s |
|      | Konstanze Klosterhalfen | Allemagne   | 25 min 54 s |
|      | Yasemin Can             | Turquie     | 26 min 01 s |
| 4    | Delvine Relin Meringor  | Roumanie    | 26 min 03 s |
| 5    | Jana Van Lent           | Belgique    | 26 min 04 s |
| 6    | Mariana Machado         | Portugal    | 26 min 13 s |
| 7    | Sarah Lahti             | Suède       | 26 min 16 s |
| 8    | Manon Trapp             | France      | 26 min 17 s |
| 9    | Flavie Renouard         | France      | 26 min 19 s |
| 10   | Kate Axford             | Royaume-Uni | 26 min 20 s |